# جون دونر
جون دونر (بالإنجليزية: John Downer)‏ هو مصمم جرافيك أمريكي، ولد في 1951.